# フランツ・ヒルゲンドルフ

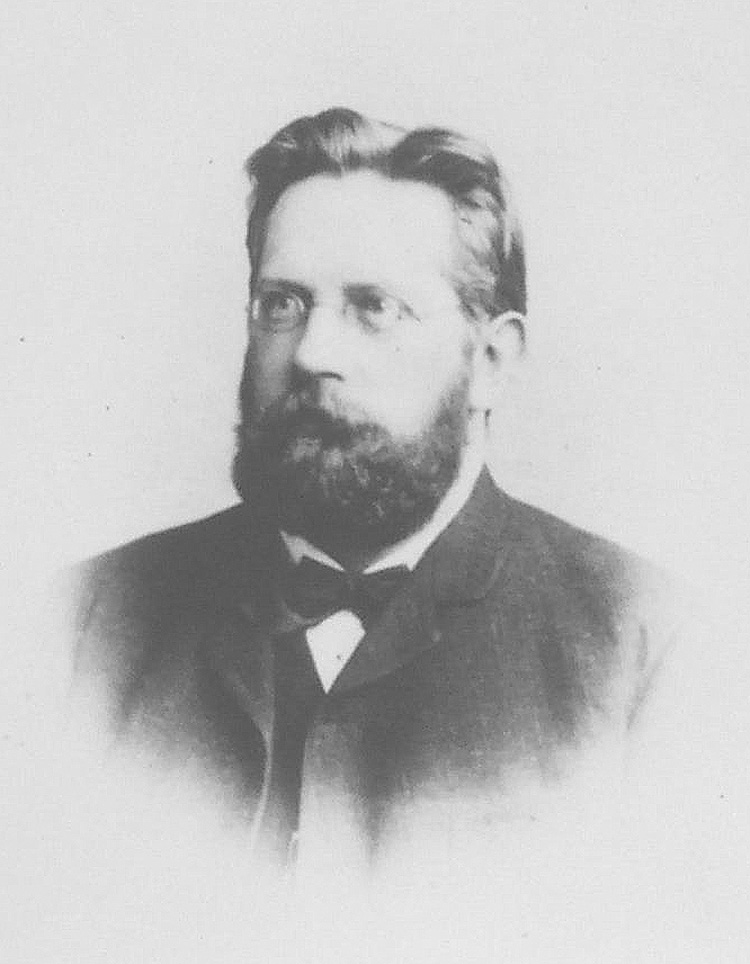
フランツ・ヒルゲンドルフ

フランツ・ヒルゲンドルフ（Franz Martin Hilgendorf、1839年12月5日 - 1904年7月5日）は、ドイツの動物学者、古生物学者である。1860年代に行われたドイツ南部のシュタインハイム・クレーターから出土した巻貝化石群の研究は進化の証拠としてチャールズ・ダーウィンの『種の起源』に引用された。

## 略歴
ノイダム（現在のポーランドのDębno）に生まれた。地元の学校を出た後、ベルリンの高校で学び、1859年からベルリン大学で文献学を学び始めるが、4期後、テュービンゲン大学に移った。1862年の夏、古生物学者、フリードリッヒ・アウグスト・クヴェンシュテットのシュタインハイム・クレーターでの発掘調査に参加した。1863年にこの調査に関する論文で博士号を得た。ベルリン自然史博物館で化石の研究をした後、1868年にハンブルク動物園の水族館の館長となり、1870年から1871年の間はドイツの科学アカデミーレオポルディーナの司書として働いた。1873年から、来日し、東京医学校(東京大学医学部の前身)予科で動植物学、鉱物学などの講義を行った。1876年まで滞日し、日本の動物相についての論文も書いた。日本の標本をドイツに持ち帰り、帰国後はベルリンのフンボルト博物館で働いた。はじめ、軟体動物部門で働き、1896年からは魚類部門で働いた。1903年に胃病で退職し、1904年に没した。
ミューラー(Gustav Wilhelm Müller)によって、ウミホタル(Cypridina hilgendorfii後にVargula hilgendorfii)に献名され、魚類のユメカサゴ(Helicolenus hilgendorfii)にも献名された。